# لوسيل أرسكين
لوسيل أرسكين (بالإنجليزية: Lucille Erskine)‏ هي كاتِبة أمريكية، (ولدت في سانت لويس في الولايات المتحدة 1879  م).